# Урланіс Борис Цезарович
Борис Цезарович Урланіс (28 серпня 1906, Київ — 14 липня 1981, Москва) — радянський демограф, доктор економічних наук, професор; автор робіт з економічної демографії, загальної теорії статистики, загальних проблем народонаселення, динаміки та структури населення СРСР.

## Біографія
У 1914-1918 роках навчався в Комерційному училищі Московського Товариства поширення комерційної освіти ім. Цесаревича Олексія, потім в 1918—1922 рр. в 91-й московській школі «II-го ступеня»
У 1923 вступив на Статистичне відділення факультету суспільних наук МДУ, яке закінчив в 1926 р
У 1940 захистив докторську дисертацію по секції економічних наук.
У 1944-1949 роках — професор МДУ, викладав статистику.
У березні 1949 року в ході кампанії по боротьбі з «космополітизмом» в газеті «Московский университет» з'явилася стаття, де стверджувалося: «… на економічному факультеті довгий час трудився шалений космополіт, апологет і проповідник англо-американського імперіалізму професор Урланіс»
Через місяць Урланіс звільнений з формулюванням: «… за низький ідейно-політичний зміст лекцій, що виразилося у вихвалянні буржуазного статистичного обліку та приниженні діяльності радянської статистичної науки». У наказі про звільнення зазначалося, що «професор Урланіс аполітичний і абсолютно не володіє марксистською методологією»
У 1949-1956 — професор ВДІКу.
З 1959 року працював в інституті економіки АН СРСР.
У 1960-1970-х роках став відомий в СРСР завдяки численним публіцистичним статтям в радянській пресі, популяризує демографічні знання. Наприклад, в статті «Бережіть чоловіків!» (Опублікована в «Літературній газеті» 24 липня 1968 року) показав, що в СРСР смертність серед чоловіків помітно вище, ніж серед жінок, і дав свій аналіз цього явища.
З ініціативи Б. Ц. Урланіса на початку 1960-х років організована Демографічна секція московського Будинку вчених.
Б. Ц. Урланіс є одним з основоположників економічної демографії в СРСР.
Є автором унікальної монографії «Історія одного покоління», в якій розглядає демографічну долю покоління 1906 р.н. (Тобто своїх ровесників). Це один з небагатьох прикладів поздовжнього аналізу у світовій демографічній літературі.

## Основні праці
- История американских цензов, М., 1938
- Урланис Б. Ц. Рост населения в Европе (опыт исчисления). — М. : ОГИЗ-Госполитиздат, 1941. — 436 с.
- Войны и народонаселение Европы, М., 1960
- Рождаемость и продолжительность жизни в СССР, М., 1963
- Динамика и структура населения СССР и США, М., 1964
- История одного поколения, М., 1968
- Общая теория статистики, 2-е изд., М., 1973
- Проблемы динамики населения СССР, М., 1974